# Waitangiroto (fleuve)
Le fleuve Waitangiroto  (en anglais : Waitangiroto River) est un cours d’eau de la région de la West Coast dans l’Île du Sud de la Nouvelle-Zélande.

## Géographie
Il coule vers le nord-ouest à partir de son origine au nord de la ville de Whataroa pour atteindre la Mer de Tasman à 2 kilomètres au nord du lagon d'Okarito. Le cours inférieur du fleuve Waitangitaona , un peu plus long, suit un cours à peu près parallèle sur 1 kilomètre vers le nord. Les deux cours d’eau sont reliées au fleuve Whataroa, qui atteint la Mer de Tasman à 3 kilomètres au nord de l’embouchure du fleuve Waitangiroto.